# 프레위디스 에이릭스도티르
프레위디스 에이릭스도티르(고대 노르드어: Freydís Eiríksdóttir, 970년경 ~ ? )는 에이리크 라우디의 딸로, 레이프 에이릭손의 빈란드 발견에 관련된 인물 중 하나이다. 프레위디스에 관해 알 수 있는 문헌은 두 개의 빈란드 사가, 즉 《그린란드인의 사가》와 《붉은 에이리크의 사가》가 유이하다. 두 사가의 세부 내용에는 차이가 있지만 남성적이고 굳센 여성이라는 점은 동일하다.

## 그린란드인의 사가
프레위디스는 레이프 에이릭손의 동복누이다. 이 사가는 12세기 말에 처음 쓰여졌으며, 빈란드에서 있었던 일을 다소 조잡하게 서술하고 있다. 프레위디스는 이 사가에서 단 한번 언급된다.
레이프 에이릭손의 빈란드 탐사 이후, 토르발드 에이릭손과 토르핀 카를세프니가 다소의 성공을 거두자, 프레위디스도 빈란드 탐험으로 명성과 부를 얻고 싶어졌다. 그는 헬기와 핀보기라는 두 아이슬란드 남자와 함께 빈란드로 가서 수익을 반씩 나누자고 합의했다. 프레위디스는 오라비 레이프 에이릭손에게 그가 빈란드에 지어놓은 집과 목장을 쓸 수 있게 해달라 요구했다. 레이프는 그 집에 있는 모든 것을 써도 좋다고 허락했다. 헬기와 핀보그니는 선원들과 물자를 가져오기로 했는데, 프레위디스가 그보다 더 많은 선원들을 배에 몰래 태웠다. 헬기와 핀보그니는 먼저 빈란드에 도착해 레이프의 집에 머물고 있었는데, 프레위디스가 이 집은 자기 형제들의 것이니 자기 것이라며 퇴거할 것을 요구했다.
하여 빈란드에서 두 집단 사이에 긴장이 발생하기 시작했다. 헬기와 핀보그니는 프레위디스와 그 선원들과는 따로 정착지를 세웠다. 프레위디스는 자기 형제들의 오두막으로 가서 어떻게 지내느냐고 묻는다. 형제들은 “잘 지낸다”면서도, “우리들 사이에 자라나는 이 나쁜 느낌을 좋아할 수 없다”고 한다. 이에 두 집단은 평화를 맺는다.
한번은 프레위디스가 밖으로 나가서 자기 얼굴을 때려 붓게 했다. 남편에게 돌아가자 남편이 누가 그랬느냐고 묻는다. 프레위디스는 헬기와 핀보그니가 한 짓이라고 무고하고, 자신의 복수를 해주지 않으면 이혼하겠다고 엄포를 놓는다. 남편은 부하들을 모아 헬기와 핀보그니가 자는 사이 그들을 습격해 죽인다. 남편이 여자들은 죽일 수 없다고 하자 프레위디스는 몸소 도끼를 들고 여자들을 쳐죽였다.
프레위디스는 자신의 배반을 은폐하고자 했고, 누구든 이 일을 발설하면 죽는다고 위협했다. 1년 뒤 그녀는 그린란드로 돌아가서 오라비 레이프 에이릭손에게 헬기와 핀보그니는 빈란드에 머물기로 결정했다고 말한다. 그러나 결국 일의 진상이 레이프의 귀에 들어가게 되었고, 레이프는 프레위디스의 부하 세 명을 고문하여 자백을 받아낸다.

## 붉은 에이리크의 사가
여기서는 프레위디스가 레이프 에이릭손의 이복누이라고 한다. 13세기에 쓰인 이 사가에서 프레위디스는 두려움 없고 방어적인 여자로 묘사된다. 그녀는 토르핀 카를세프니의 빈란드 탐사에 참여하는데, 야영지가 스크렐링기(홍인)들에게 공격받을 때 단 한번 언급된다. 원주민들은 야간에 바이킹 야영지로 접근해서 투석기로 생각되는 무언가를 쏘았다. 남자들은 그런 무기를 한 번도 본 적이 없었기에 도망친다. 이 소란을 들은 프레위디스가 나와서 남자들이 도망가는 것을 목격한다.
그녀는 남자들에게 왜 겁쟁이처럼 도망가느냐며 자기가 그들보단 더 잘 싸울 것이라고 악담한다. 그러나 남자들을 그녀의 말에 귀기울이지 않는다. 이때 프레위디스는 임신 8개월째였지만 그런 사실도 그녀가 텐트 속에서 쓰러진 형제 토르브란드의 손에서 검을 꺼내 오는 것을 막을 수는 없었다. 스크렐링갸르가 그녀에게 다가왔다. 그녀는 속옷을 벗어서 한 쪽 젖가슴이 드러나게 했고, 그 젖가슴을 칼로 치며 맹렬한 전투의 함성을 내질렀다. 이를 본 스크렐랭갸르는 겁에 질려 자기들의 보트로 도망갔다. 카를세프니를 비롯한 다른 이들이 그녀에게 와서는 그 행동에 대해 칭찬은커녕 퇴박을 놓았다.

## 참고 자료
- Gunnar Karlsson (2000). Iceland's 1100 Years: History of a Marginal Society. London: Hurst. ISBN 1-85065-420-4.
- Magnusson, Magnus and Hermann Pálsson (translators) (2004). Vinland Sagas. Penguin Books. ISBN 0-14-044154-9. First ed. 1965.
- Reeves, Arthur M. et al. (1906). The Norse Discovery of America. New York: Norrœna Society. Available online
- Örnólfur Thorsson (ed.) (2001). The Sagas of Icelanders. Penguin Books. ISBN 0-14-100003-1
- Judith Jesch, Women in the Viking Age (Woodbridge,Boydell Press, 1991)